# Affenfell

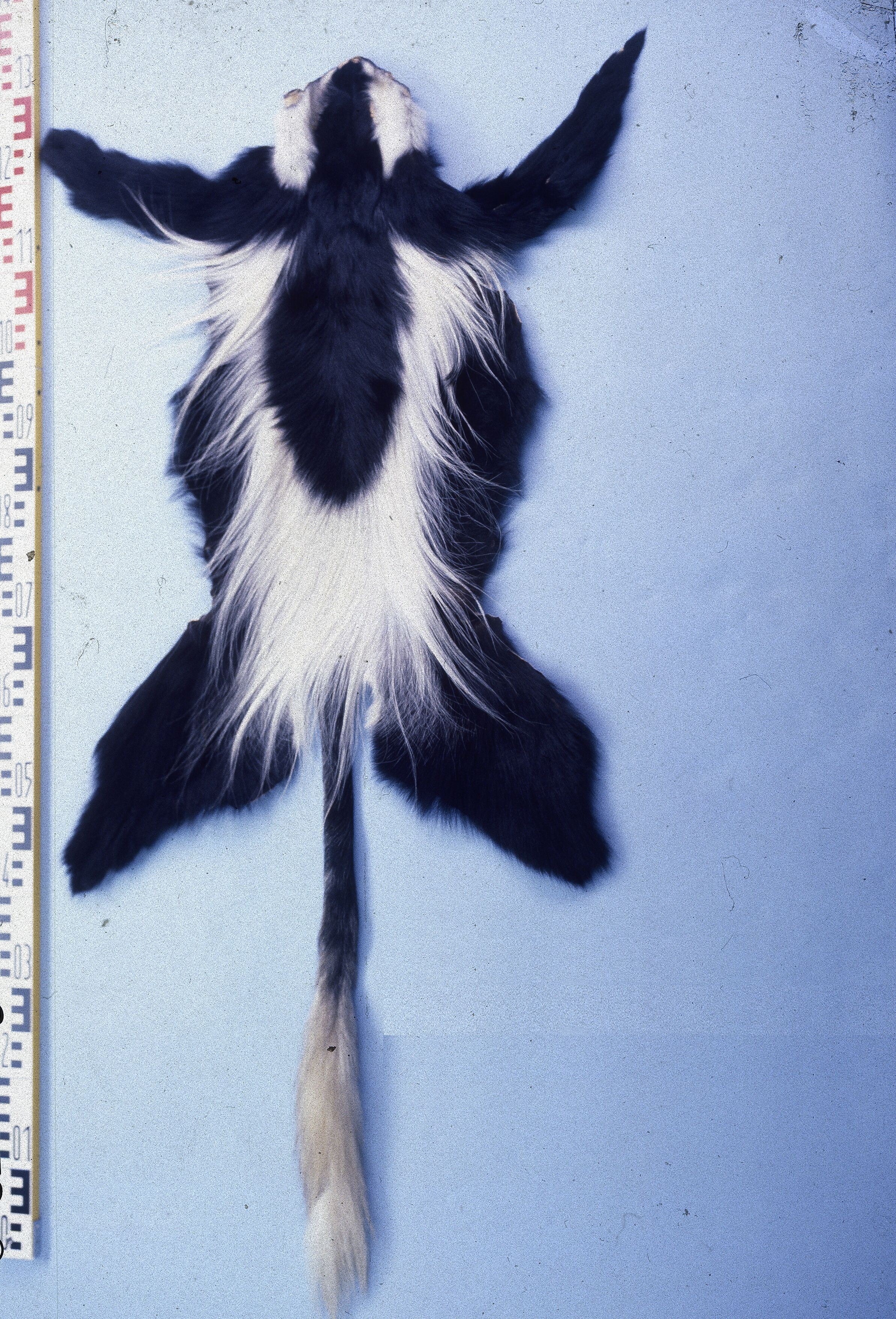
Guereza-Affenfell
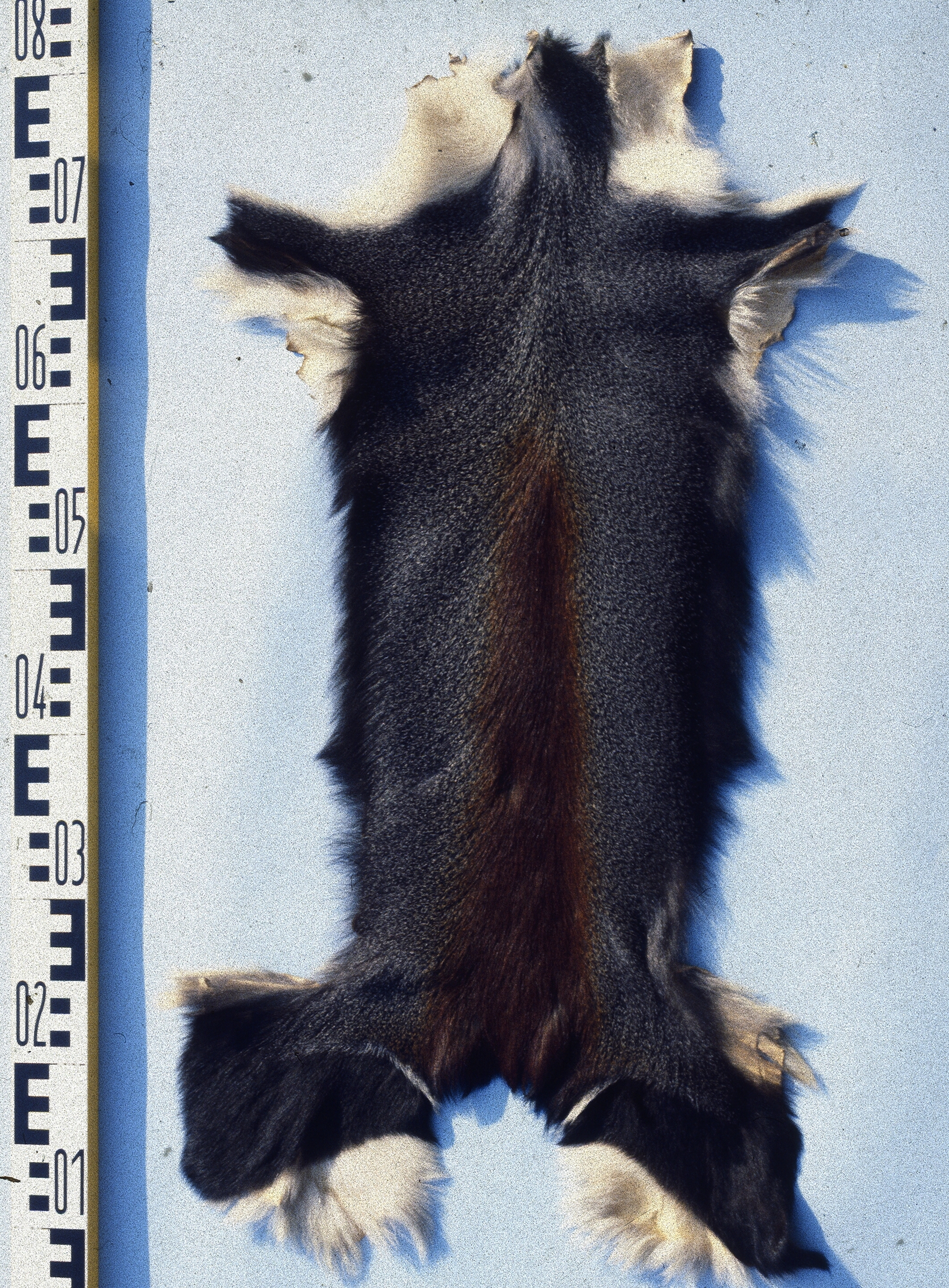
Diana-Meerkatzenfell

Unter dem Begriff Affenfelle wurden im Fellhandel die für die Pelzverarbeitung geeigneten, dichter behaarten Häute der Affen sowie auch der Halbaffen zusammengefasst. Sie hatten dort allerdings keine größere Bedeutung, bis auf zeitweilig das Fell des Guerezas und in deutlich kleinerem Umfang die Felle einzelner Meerkatzenarten. Die langhaarige Guerezamähne diente in den afrikanischen Ursprungsländern bei Festivitäten der Einheimischen als Kopf-, Körper- und Beinschmuck. In der westlichen Mode wurde sie vor allem für auffällige Verbrämungen und Besatz auf Jacken und Mänteln anderer Pelzarten sowie auf Textilkleidung verwendet.
- Sämtliche Affenarten sind inzwischen unter Schutz gestellt. Zahlreiche Arten stehen im Anhang I des Washingtoner Artenschutz-Übereinkommens, die übrigen im Anhang II.

## Fellbeschreibungen
Die Behaarung der meisten Affenarten ist zu schwach und auch zu grob, nur wenige kommen für eine Pelzverarbeitung infrage. Diese leben fast ausnahmslos in Afrika. In einer Einteilung der Pelzarten in die Haar-Feinheitsklassen seidig, fein, mittelfein, gröber und hart wird das Scheitelaffenhaar (Weißschwanzguereza) als mittelfein eingestuft.
Die, neben anderen, hier nicht behandelten Felle der Schimpansen und Gorillas wurden früher als Teppich- und Deckenfelle sowie für Präparationen zu Schaustücken, nicht für westliche Kleidung verwendet.

### Guereza

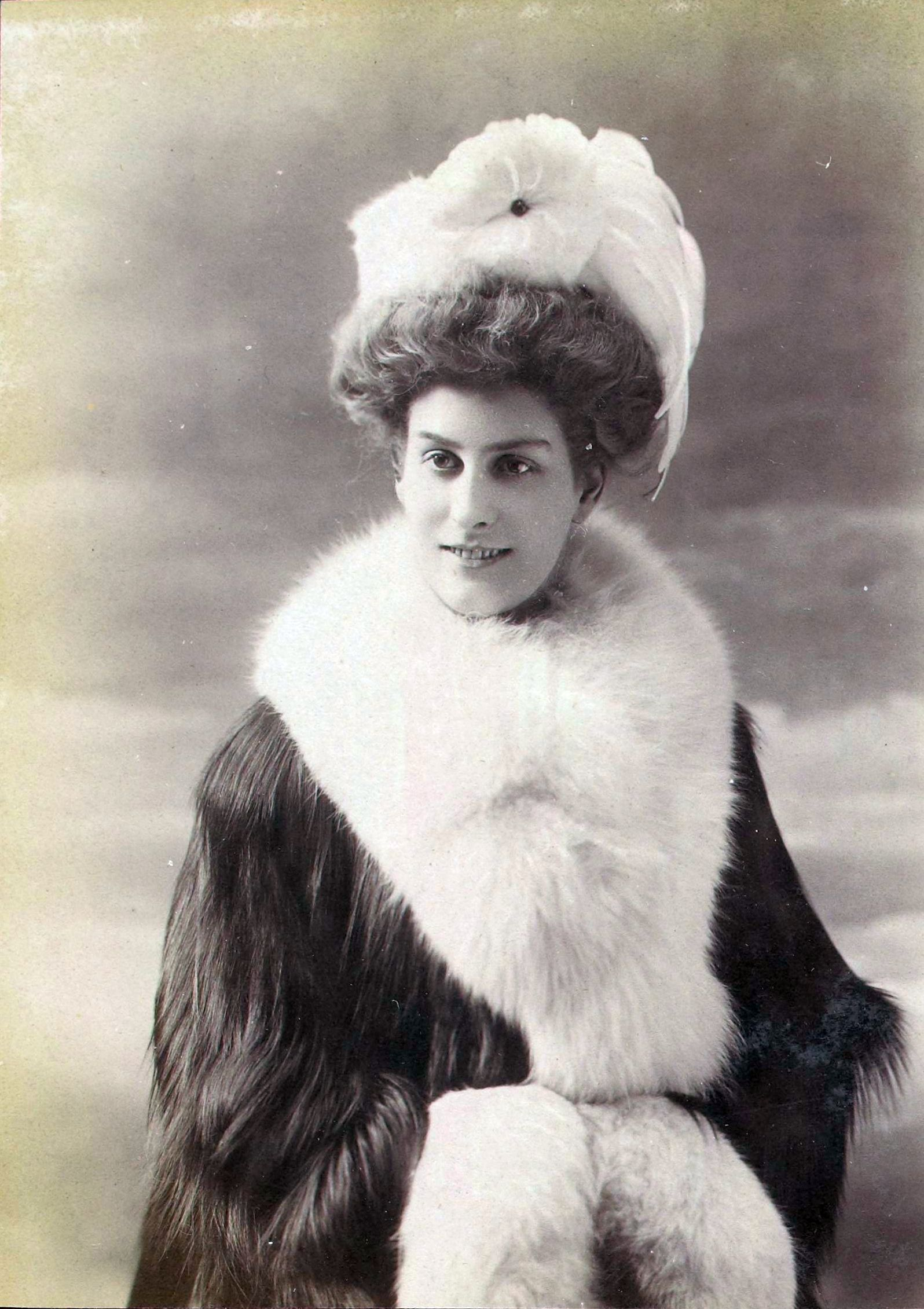
Scheitelaffenfell-Mantel mit Polarfuchsbesatz
(Paris, um 1900)

auch Mantelaffe, Bischofsaffe, Königsaffe, Seidenaffe, Schweifaffe, Monkey fur, sowie weitere Tiernamen und Fellbezeichnungen.

#### Abessinische Guereza
Die Heimat der Guereza beziehungsweise Seidenaffen ist Zentralafrika. Eine ihrer schönsten Arten ist der nördliche oder abessinische Guereza mit feinem weichen, tiefschwarzem Haar. Das Rückenhaar erreicht eine Länge von 10 Zentimeter. Vom Hals an befindet sich beiderseits der Flanken je eine Mähne von etwa 20 Zentimeter langen weißen Haaren, die etwa in Hüfthöhe zusammenlaufen. Ebenfalls weiß sind eine Stirnbinde, Wangen und Kehle sowie eine Franse langer Haare am Ende des sonst kurzhaarigen Schwanzes. Über den jährlichen Haarwechsel der Guerezas scheint nichts bekannt.

#### Weißschwanzguereza
Fast noch eindrucksvoller ist das Fell des Weißschwanz-Guerezas. Seine weiße Mähne ist noch stärker ausgeprägt und der Schwanz erinnert an einen Pferdeschweif. Die Tiere erreichen eine Kopfrumpflänge von 50 bis 80 Zentimeter, der Schweif kann bis zu 70 Zentimeter lang sein. Das schwarze, seidigglänzende Haarkleid, das sich von der Fellmitte her nach beiden Seiten scheitelt, misst etwa 5 bis 10 Zentimeter.
Die kleineren Schwarz-weißen Stummelaffen werden nur 30 bis 50 Zentimeter groß. Sie leben in den Waldgebieten der afrikanischen Westküste. Das schwarze Haar ist seidig glänzend, etwa 7 bis 15 Zentimeter lang und scheitelt sich längs der Rückenlinie, der Handelsname der Felle war deshalb meist Scheitelaffe, im Gegensatz zu den Guerezas, die unter diesem Namen oder als Seidenaffen gehandelt wurden. Das Unterhaar ist nur wenig entwickelt. Die Wamme und die Innenseite der Extremitäten sind grauweiß, Wangen und Brustfleck sind teils weiß, teils grauweiß. Der Schweif ist etwa 50 Zentimeter lang und dünn behaart.
Die Fellqualität von aus Gebirgsgegenden kommenden Guerezafellen ist gut, ihr Haar ist lang, seidig und dicht.
Bis Ende 1900 wurden über zwei Millionen Guerezafelle aus Afrika exportiert. Sie wurden hauptsächlich gefärbt verarbeitet, zumeist schwarz, vor allem für Capes und Wandteppiche. Im Jahr 1902 wurden erfolgreich Schutzmaßnahmen erlassen, die eine Ausrottung verhinderten. 1922 fand jedoch noch einmal der Erwerb einer Schiffsladung nach New York von „6000 abessinischen Affenpelzen“ durch Edgar Lehmann, „einen der bekanntesten amerikanischen Pelzhändler“, besondere Beachtung in der Pelzfachpresse, „die einzelnen Exemplare sind so schön wie überhaupt nur irgend möglich sein könnte“. Bis in die 1990er Jahre kamen noch Felle in den Handel, zum Schluss nur noch in sehr geringen Mengen.

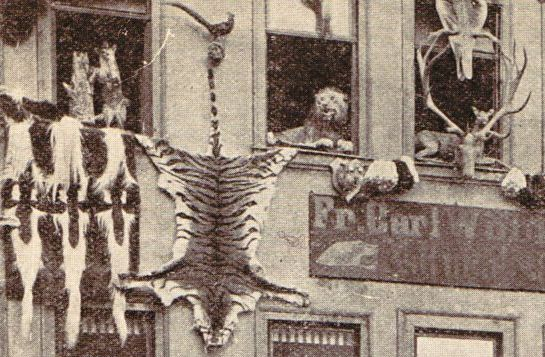
Links Decke aus Weißschwanz-Guerezafell. Ausschnitt einer Hausdekoration im Pelzhandelszentrum Leipziger Brühl (1904)
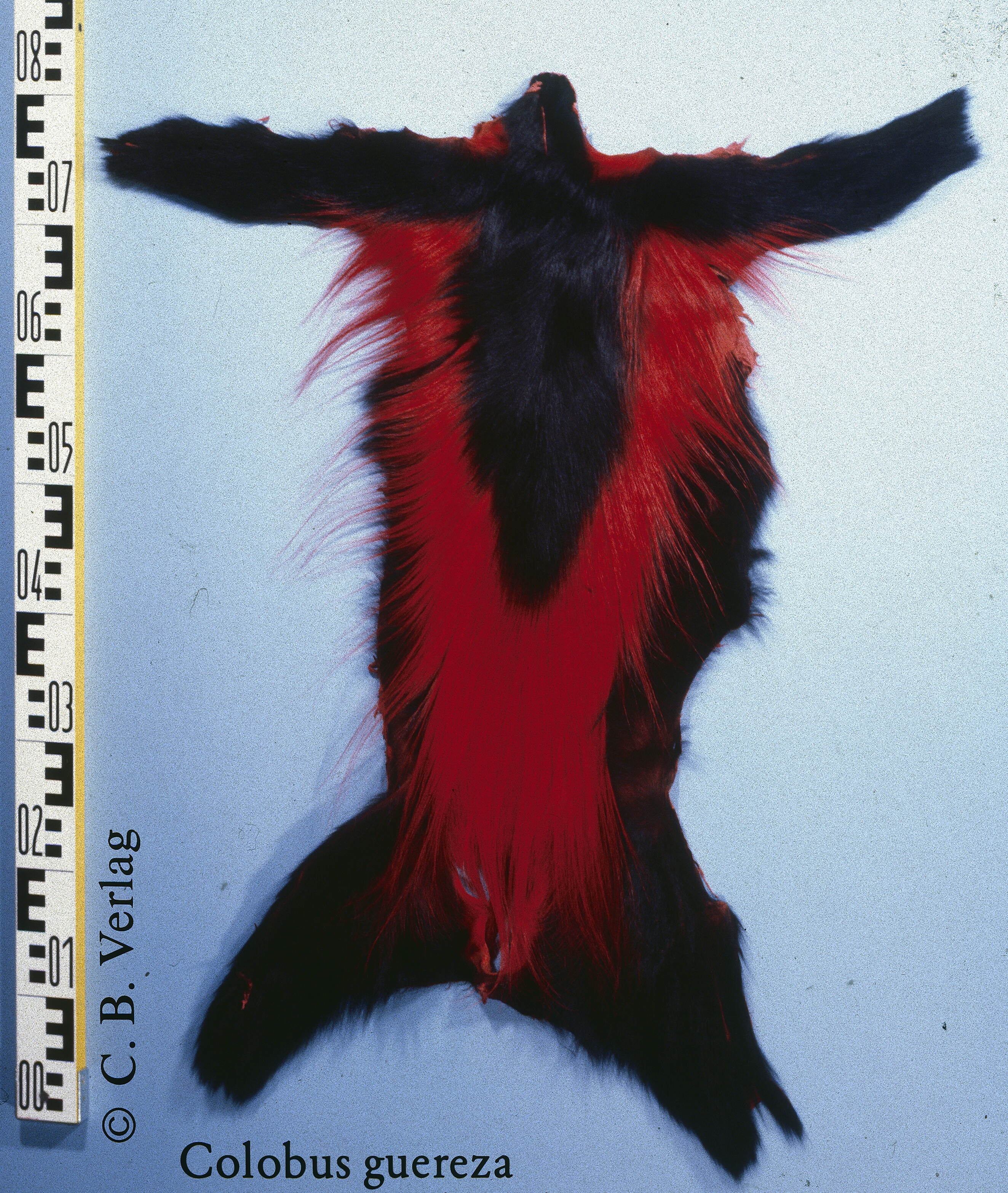
Guerezafell, rot gefärbt
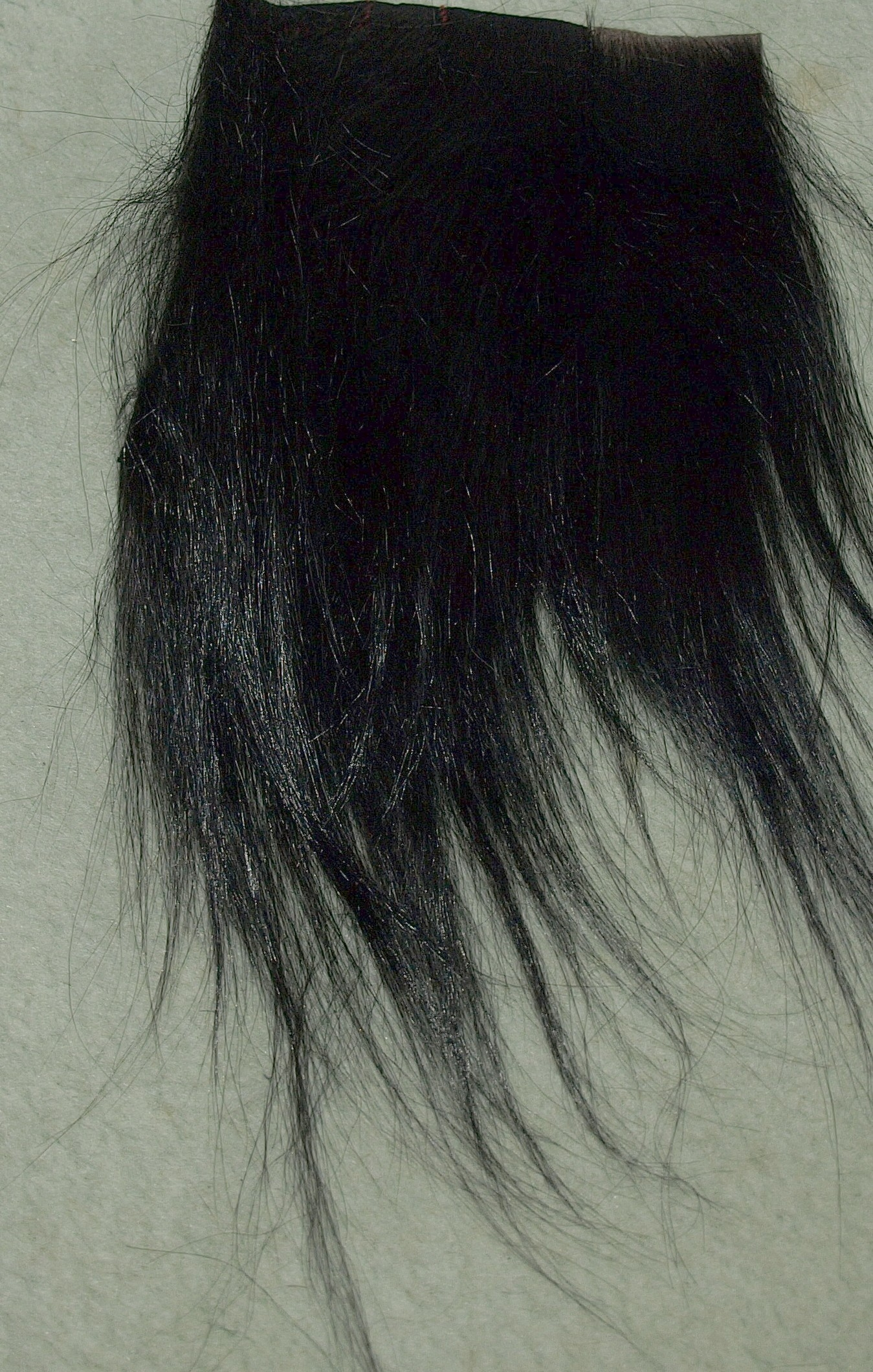
Guereza-Fellstückchen, Rest einer Pelzumgestaltung
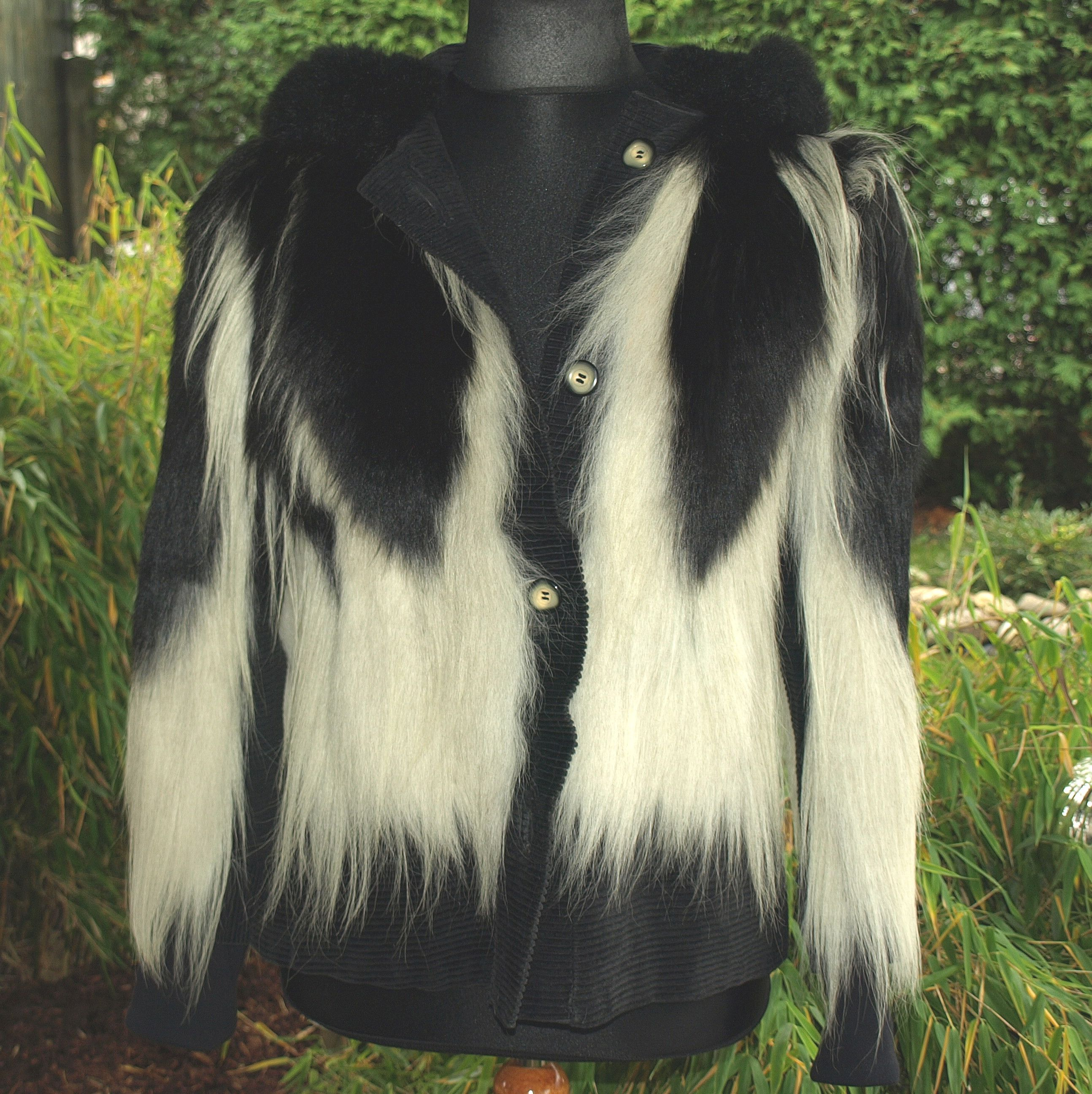
Guerezajacke (Ende 20. Jh.)

### Dschelada
Dscheladas bewohnen ausschließlich das Hochland von Äthiopien. Die Kopfrumpflänge beträgt 50 bis 75 Zentimeter, der Schwanz ist ebenso lang wie der Körper und endet in einer Quaste. Männchen sind um einiges größer als Weibchen, bei ihnen endet der Schwanz in einer eindrucksvollen Quaste. Dscheladas haben ein braunes Fell, das an der Unterseite heller gefärbt ist.
Früher wurden die Männchen erlegt, um aus den Mähnen Kopfschmuck herzustellen.

### Lemuren

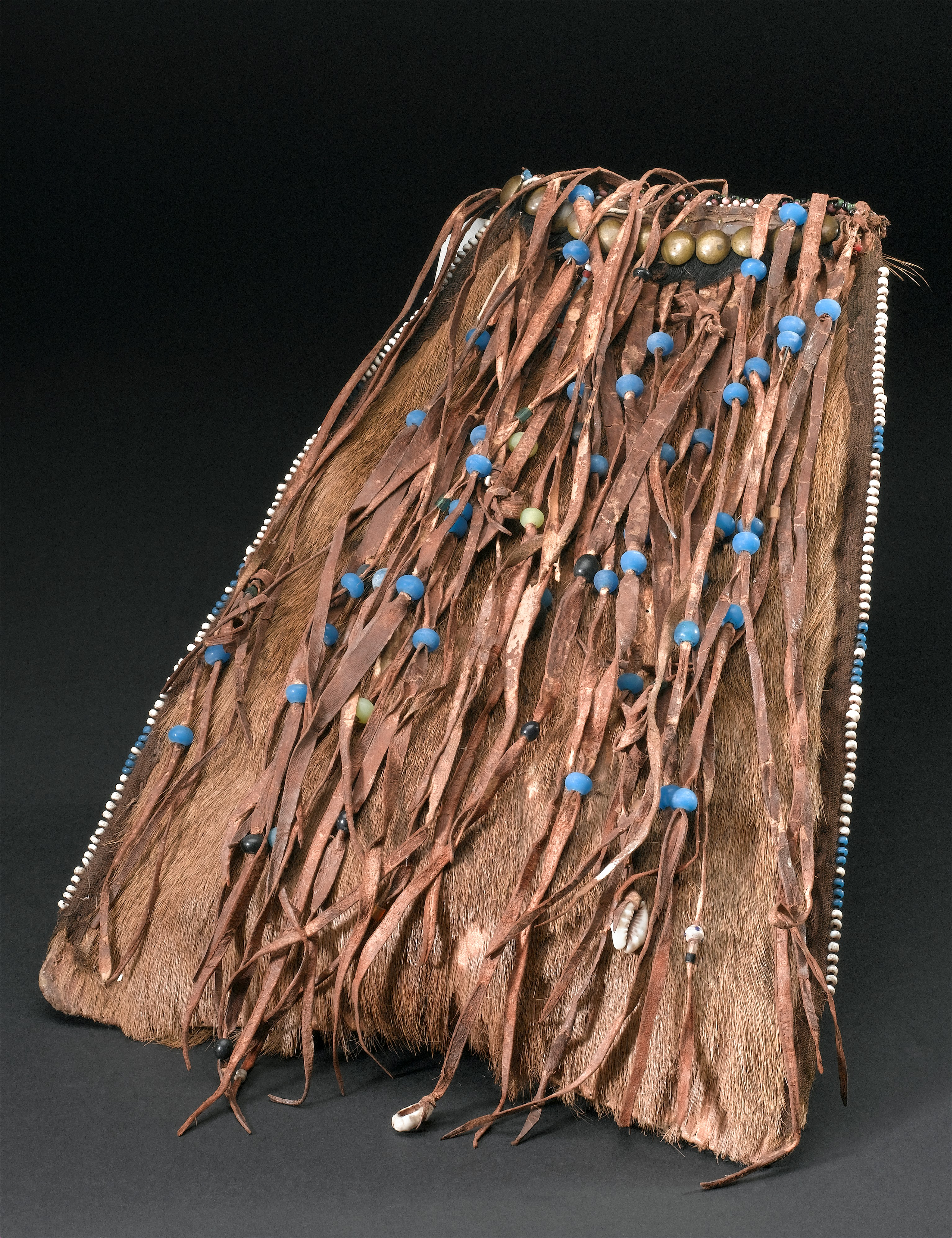
Beutel aus Affenfell. Statussymbol eines afrikanischen Heilers (1880–1930)

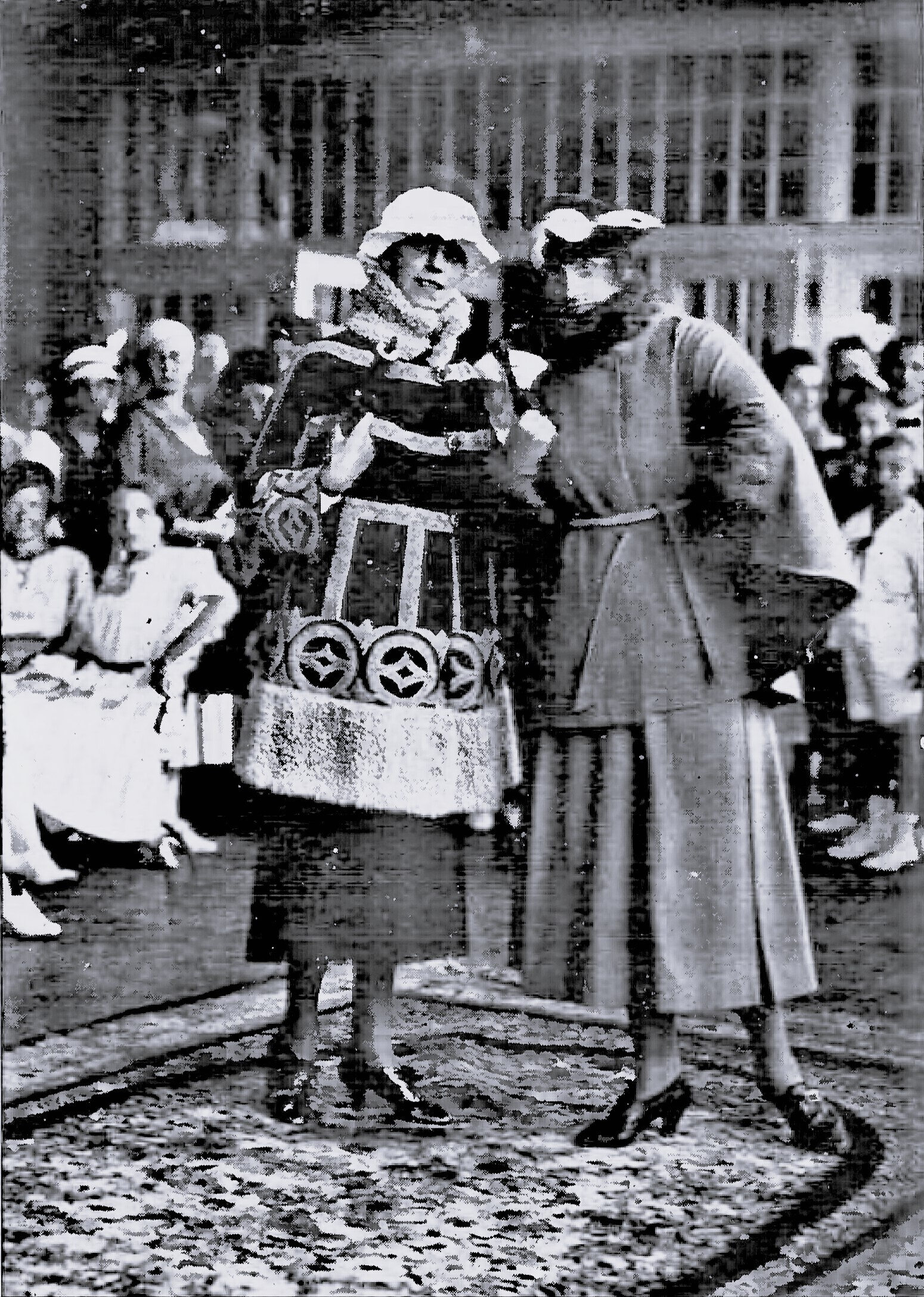
Links Kostüm aus „Affenhaut“ mit weißem Krimmer, Modenschau im Casino Travemünde (Rudolph Karstadt, 1921)

Die unter dem Begriff Lemuren zusammengefassten Halbaffen kommen nur auf Madagaskar und kleineren Inseln in der Nähe vor. Sie unterscheiden sich wesentlich in der Größe (ratten- bis katzengroß), im Körperbau, in der Behaarung, der Färbung und der Schweiflänge. Sie sind meist dicht und rauch behaart, manchmal sehr seidig. Sie teilen sich auf in Makis (Katzenmakis, Zwerg-Mausmakis; Halbmakis, Braune Makis, Weißkopfmakis und andere), Indriartige und Fingertiere. Es kamen nur wenige Felle in den Handel. Zum einen waren einige Arten bereits stark reduziert, zum anderen waren sie als Nachttiere schwer zu erbeuten. Auch werden sie von den Einwohnern verehrt und wurden deshalb kaum bejagt.
Gegen Ende des 19. Jahrhunderts scheinen Makifelle jedoch in einiger Vielfalt gehandelt worden sei, anhand der 1883 publizierten Handelspreise lässt sich die unterschiedliche Wertschätzung ermessen. Von den Makis, heute in 100 Arten unterteilt, werden dort folgende genannt:
Felle des Großen Maki aus Madagaskar wurden sehr geschätzt, für sie wurden 30 bis 50 Mark bezahlt.
Felle des Trägen Maki oder Kougang von Bengalen und der Insel Ceylon erzielten 3 bis 5 Mark.
Felle des Kurzhaarigen Maki oder Loris , ebenfalls aus Bengalen und von Ceylon, hatten einen Wert von 1 bis 2 Mark.
Die lammähnlichen Felle des Wolligen Maki oder Mongus aus Madagaskar erbrachten 2 bis 3 Mark.
Der Ringelschwänzige Maki oder Mokokko, ebenfalls aus Madagaskar und den benachbarten Inseln, waren wegen ihres schönen Schwanzes sehr gefragt, die Felle kosteten zwischen 10 und 15 Mark.
Felle des Maki mit dem Bartkragen oder Bari, Madagaskar und benachbarte Inseln, hatten einen Wert von 6 bis 10 Mark.

### Meerkatzen
Aus der Familie der Meerkatzenartigen, auch Nonnenaffen, Perlaffen und andere Namen,  mit ihren vielen Unterarten wurden zeitweise größere Mengen angeliefert, im Fellhandel spielten die Felle trotzdem wohl nie eine gravierende Rolle. Meerkatzen sind vor allem im westlichen Afrika beheimatet, aber auch in den Waldgebieten Ostafrikas. Die Behaarung ist oft seidig und nicht sehr dicht, sie unterscheidet sich in Bezug auf Farbe und Zeichnung sehr stark zwischen den Arten. Die meist schwarz-weiß geringelten Haare mit heller Spitze erzeugen einen perlgrauen Eindruck, so dass die Felle oft als „Perlaffen“ bezeichnet wurden. Es waren dies vor allem die Felle der Dianameerkatze und der Monameerkatzen. In einem russischen Zolltarif aus dem Jahr 1857 wird das Fell der Diana-Meerkatze merkwürdigerweise als „Pelzseehund“ bezeichnet.
- Die Kopfrumpflänge der Dianameerkatze beträgt 40 bis 53 Zentimeter (bis 70!), die Schwanzlänge 48 bis 65 Zentimeter (bei größeren Tieren mehr). Aus weißem Haar sind das Brauenband, der Hüftstreif, die Brust, der Oberarm und der Bart. Die Grundfarbe ist grausprenkelig, der Unterrücken ist rotbraun, die Gliedmaßen und der Schwanz sind schwarz. Die Innenseiten der Schenkel sind lebhaft rostrot, bei der Roloway-Meerkatze weißlich oder gelb. Die Grannen- und Leithaare sind kräftig, sie bilden eine glatte Felloberfläche. Das Säuglingskleid ist hell und unterscheidet sich auffallend vom Fell älterer Jungtiere, im Alter von vier Monaten färbt es sich in das Jugendfell, das dem der Alten gleicht. Das Haar der Dianameerkatze ist stark feuchtigkeitsabweisend. Über den Haarwechsel scheint nichts bekannt.[3]

Die Fellqualität ist geringer als die der Guerezas, bedingt durch die geringere Haardichte
- 1925 wurden auch mehrere Arten der grauen Meerkatze, vor allem aus dem Kongogebiet und dem Tanganjika-Distrikt, sowie mehrere Arten der sogenannten Urwald-Meerkatzen und der Husarenaffe als Perlaffenfell-Lieferanten genannt,[4] .

Die eingeborenen Männer des Distrikts Moka der Insel Bioko waren früher nur mit einem Lendenschurz bekleidet. Normalerweise bestand er aus Bast oder später aus Stoff, zu besonderen Festtagen war es jedoch ein Schurz aus Lamm- oder aus Meerkatzenfell, der als „besserer Anzug“ betrachtet wurde.

### Satansaffen und Brüllaffen
Für Südamerika sind in Zusammenhang mit der Geschichte des Fellhandels die Satansaffen und die roten Brüllaffen erwähnenswert, von denen aber auch nur selten Felle angeliefert wurden.
Für die Satansaffen aus dem nordöstlichen Brasilien sind der lange Bart und der Haarschopf charakteristisch. Das Fell ist kurz und sehr dunkel, es ist überwiegend schwarz, nur an den Schultern und am Rücken kann es dunkelbraun sein. Der Schwanz ist lang und sehr buschig.
Die Brüllaffen aus Mittel- und Südamerika gehören nach den Spinnenaffen zu den größten Neuweltaffen. Die roten Brüllaffen leben im nordwestlichen Südamerika. Die Fellfärbung variiert von rot bis orangefarben, die Geschlechter sind gleich gefärbt, die Männchen sind etwas größer. Die Kopfrumpflänge variiert zwischen 46 und 57 Zentimeter, der Schwanz wird rund 65 Zentimeter lang. Das Gesicht ist bis auf einen Bart unbehaart.

## Geschichte, Handel
Da Affenfelle vor allem regional verwendet wurden unterlagen die Anlieferungsmengen großen Schwankungen. In Abessinien wurden sie zu Bettunterlagen und zu Bettdecken verarbeitet, abessinische Krieger schmückten unter anderem damit ihre Schilde,. Außerdem war die Nachfrage, abhängig von der jeweiligen Mode, ganz besonders unterschiedlich. Etwa 10.000 Felle wurden jährlich von dort ausgeführt, fast ausschließlich nach den USA und nach Frankreich. Die Agenten der Rauchwarenfirmen kauften sie meist nicht auf den abessinischen Märkten, da im ostafrikanischen Dschibuti eine Ablieferung organisiert war. Die abessinische Sammelstelle und der Hauptmarkt waren in Addis Abeba.
Ebenso wie die afrikanischen Einwohner nutzten die Indianer Mexikos die heimischen Affenfelle, mit denen sie ihre Kleidung ausschmückten.
Der Rauchwarenhändler Max Feiler († 1926), Leipzig, vorher Berlin, führte laut Philipp Manes den für Deutschland „ganz neuen Artikel ein - Affen“. Um 1900 waren naturfarbig belassene Guerezafelle für Pelzcapes, Muffen (besonders in Deutschland), auch für breite Besätze und Wandteppiche, sehr beliebt; für Halsbekleidungen und kleinere Kragen ist das Fell zu dünn behaart, das Aussehen ist auch nicht effektvoll. Die schönsten Felle wurden zu „prachtvollen“ Decken zusammengesetzt (besonders in England gefragt), gelegentlich wurden sie sogar zu Jacken und Mänteln verarbeitet. Im Jahr 1902 wurden erste Schutzmaßnahmen ergriffen, um die völlige Ausrottung der Tiere zu verhindern.
Erneut kamen über Paris die Guerezafelle in den 1920er Jahren in Mode, der Zeit der Charlestonkleider, Kreationen, die großteils mit mehreren Lagen Fransen versehen waren. In schmale Streifen zerteilt dienten langhaarige Affenfelle dem gleichen Zweck, selbst die alten Muffen wurden wieder hervorgeholt und dafür zerschnitten. 1928 wird als häufigste und am besten geeignete Verwendung der Scheitelaffenfelle genannt: „zu Kragen und Manschetten auf Jacken und Mäntel aus Persianer, Astrachan, Breitschwanz und vereinzelt auch zu Hermelin und breitschwanzartigem Fohlen“. Schwarzgefärbte Guerezafelle wurden „als Imitation des Scheitelaffen verwendet, obzwar ein Fell fast 5 Dollar kostet“ (1930). Die amerikanische Schauspielerin Irene Dunne verhalf dem Guerezafell noch einmal zu einiger Popularität, als sie 1936 in dem Film Theodora wird wild „von Kopf bis Fuß in Affe“ gekleidet auftrat. Die Perlaffenfelle eigneten sich mehr für doppelfellige, sogenannte „Würger“ (Pelzkolliers), einfellige Pelzschals in Tierform mit Kopf und Schweif. Die wohl größte modische Verfechterin der Guerezafellamode war Elsa Schiaparelli (1890–1973), die einige Teile in ihren Kollektionen zeigte, sowohl Kleidung wie auch Accessoires. Am häufigsten wurden ihre Guerezastiefel aus der Kollektion „Circus“ kopiert, bei denen das Fell oben aus den Stiefeln herausquoll und bis auf den Boden reichend die Stiefel überdeckten. in den 1940er Jahren verwendete sie erneut Affenfell als „Pullover“, für die das Fell blond oder schildpattfarben eingefärbt war.
1988 hieß es in einem Rauchwarenhandbuch:

„Insgesamt sind die Felle aller Affen - außer den Guerezas - von der Mode wenig begünstigt. Soweit entsprechende Mengen irgend einer Art - jetzt nur noch legal erbeuteter Tiere - an die Märkte kommen, werden sie kaum unter ihrem zoologischen Namen angeboten.“

Inzwischen werden Affen- und Halbaffenfelle auf den Weltmärkten wohl kaum noch gehandelt. In der Mode werden statt der Guerezafelle jetzt langhaarige Ziegenfelle verwendet. Als sogenannte „Affenziegen“ dienten sie bereits früher als preiswerter Ersatz für das zeitweilig teure Affenfell. Sie haben nach der Verarbeitung ein sehr ähnliches Aussehen, ihr Haar ist jedoch weniger haltbar.

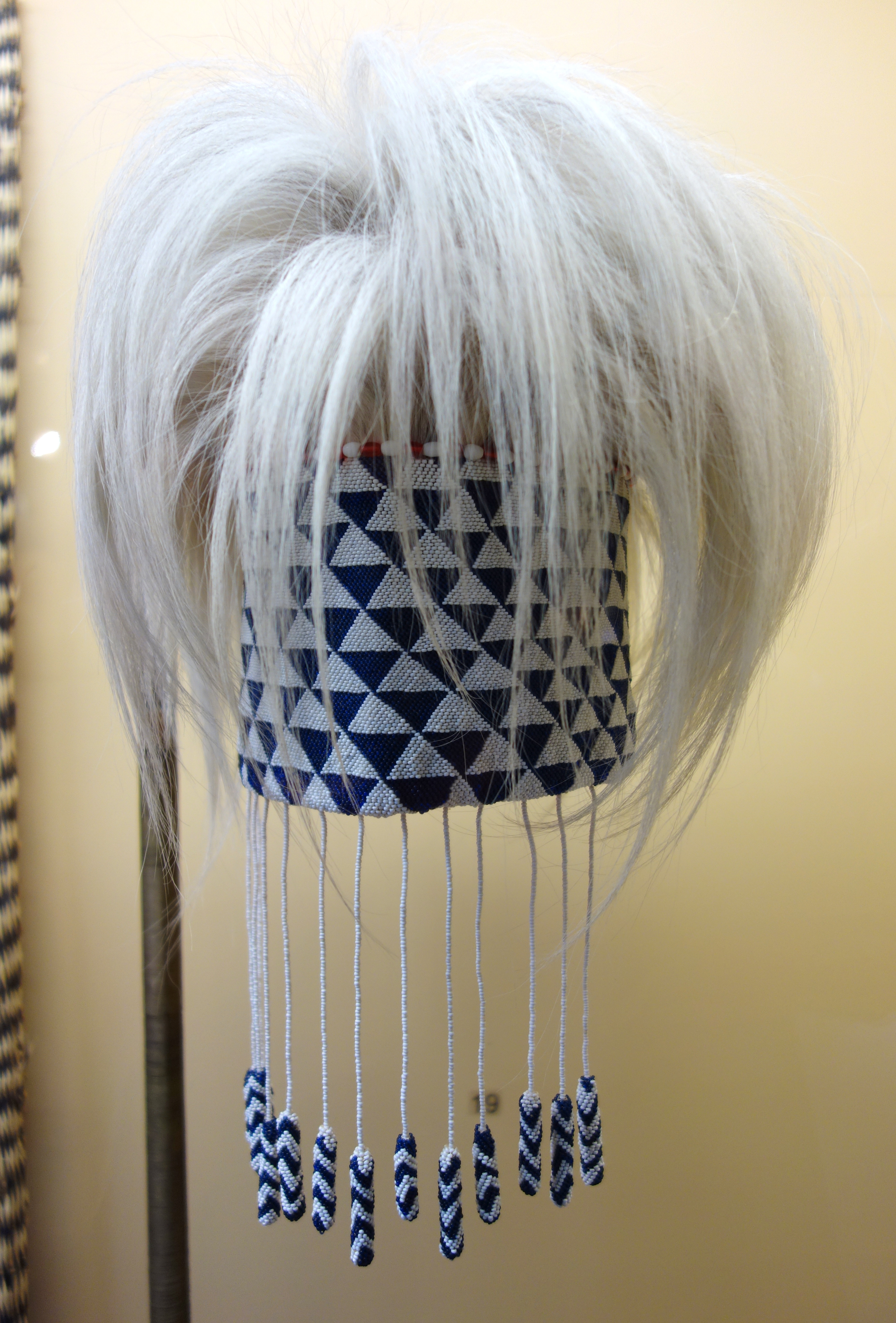
Guerezahaube von Kigeri IV., Königreich Ruanda (Regierungszeit 1853 bis 1895)
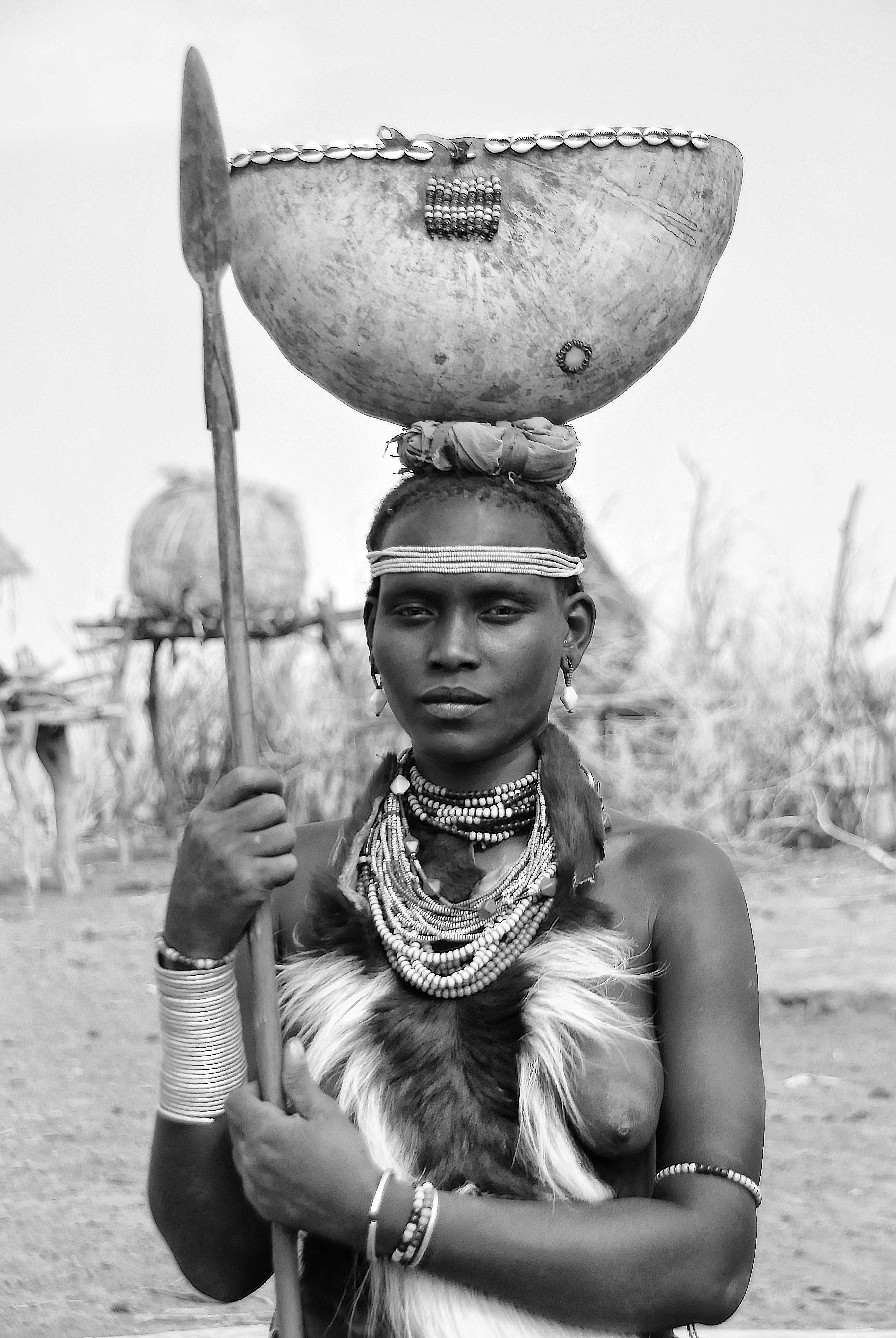
Junge Frau der Dassanetch, Äthiopien, mit Guerezafell als Brustschmuck (undatiert)
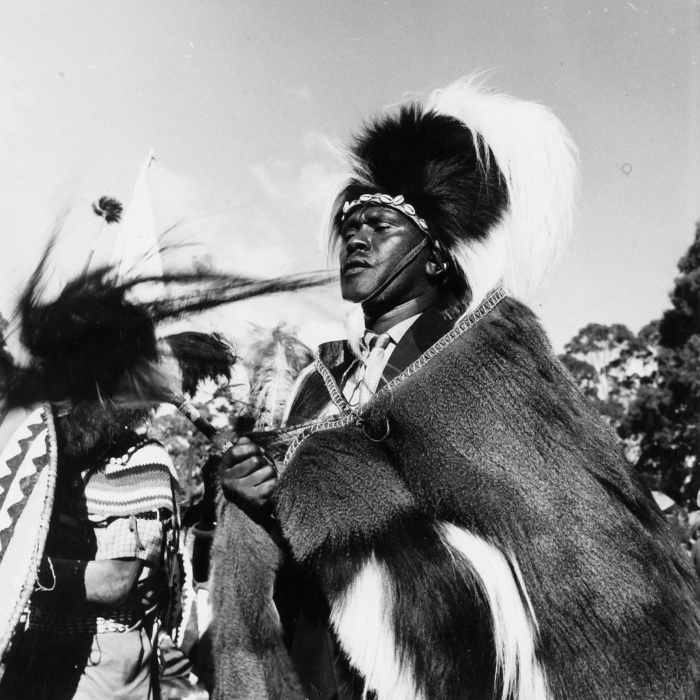
Umhang aus Guereza- und Pavianfell, Guerezahaube. Kriegertanz der Luo (1968)
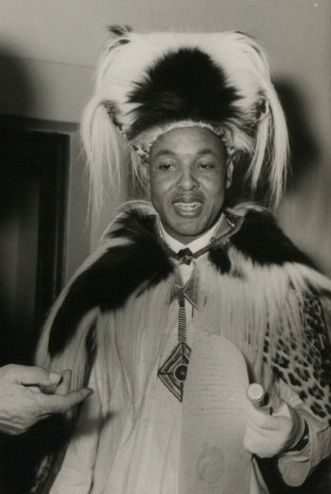
Thomas Marealle II (1915–2007), Häuptling der Chagga in Tansania, mit Guereza-Kopf- und Schulterschmuck

## Verarbeitung

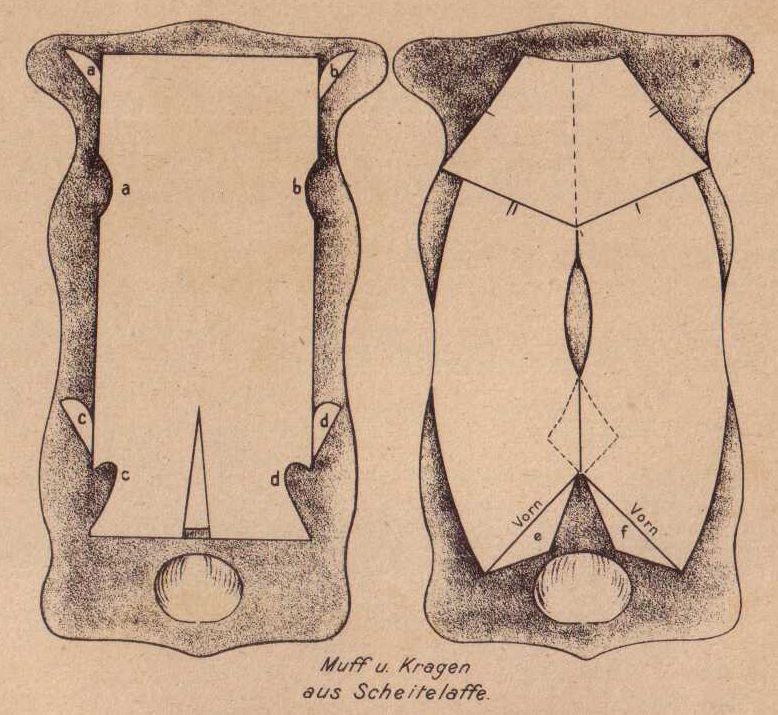
Zuschnitt für einen Muff und einen Kragen aus Scheitelaffenfell (1895)

Guerazafelle wurden vor 1900 vor der Verarbeitung öfter im Farbbad gefärbt, um das helle Durchscheinen des Leder, besonders in den Fellseiten, zu verhindern. Mit den Mitteln, denen die Pelzveredlung zu der Zeit dafür zur Verfügung standen, litt darunter jedoch das Haar und auch das Leder, „nur bei geringen Sorten ist es zu entschuldigen“. Nach der Entwicklung der Anilinfarben konnte das Leder vom Kürschner problemlos dunkel gefärbt werden. Die Galanterieteile aus Affenfell wurden an den sich ansonsten hässlich brechenden Kanten mit anderen, dichter behaarten Fellarten, beispielsweise mit schwarz gefärbtem Waschbärfell, eingefasst. Wegen des fehlenden Unterhaars wurde abgeraten, die Felle neben- oder übereinander zu setzen, da die Verbindungsnähte zu sehr sichtbar seien. Der Kammbildung der Scheitelaffenfelle durch das Zusammenstoßen der Haare zwischen den Fellen entgeht man, indem die Felle in der Mitte, dem Grotzen, geteilt werden und jeweils Fellmitte an Fellseite zusammengenäht werden („halbfellig versetzen“).
Während nahezu von allen Pelzarten auch die bei der Herstellung anfallenden Pelzreste verwertet werden, galten die Abfallstücken der Affenfelle als wertlos. Für größere Stücke wurde, soweit die Mode danach verlangte, die Verwendung für Besatzstreifen empfohlen, kleine kämen noch für die Mitverwendung bei Pelzmosaiken in Betracht.
Der Haltbarkeitskoeffizient für Pelze aus Affen- und Scheitelaffenfell („Königsaffen- und Seidenaffen“) wird mit 20 bis 30 Prozent angegeben, für Halbaffenpelz mit 30 bis 40 Prozent.
Im Jahr 1965 wurde der Fellverbrauch für eine für einen Affenfellmantel ausreichende Felltafel, von Arten der Perlaffen, Roten Brüllaffen („Aluate“), Satansaffen („Kuxio“), Scheitelaffen („Colobus, Guereza, Königsaffe“) und Schwarzen Brüllaffen mit 18 bis 20 Fellen angegeben (sogenanntes Mantel-„Body“). Es wurde vermerkt, dass bis auf die Felle Scheitelaffen alle seit langem nur wenig im Handel waren. Zugrunde gelegt wurde eine Tafel mit einer Länge von 112 Zentimetern und einer durchschnittlichen Breite von 150 Zentimetern und einem zusätzlichen Ärmelteil. Das entspricht etwa einem Fellmaterial für einen leicht ausgestellten Mantel der Konfektionsgröße 46 des Jahres 2014. Die Höchst- und Mindest-Fellzahlen können sich durch die unterschiedlichen Größen der Geschlechter der Tiere, die Altersstufen sowie deren Herkunft ergeben. Je nach Pelzart wirken sich die drei Faktoren unterschiedlich stark aus.

## Zahlen, Fakten

Schwarze, zubereitete Affenfelle im Lagerbuch des Leipziger Pelzhändlers Naoum Dedo im Jahr 1883
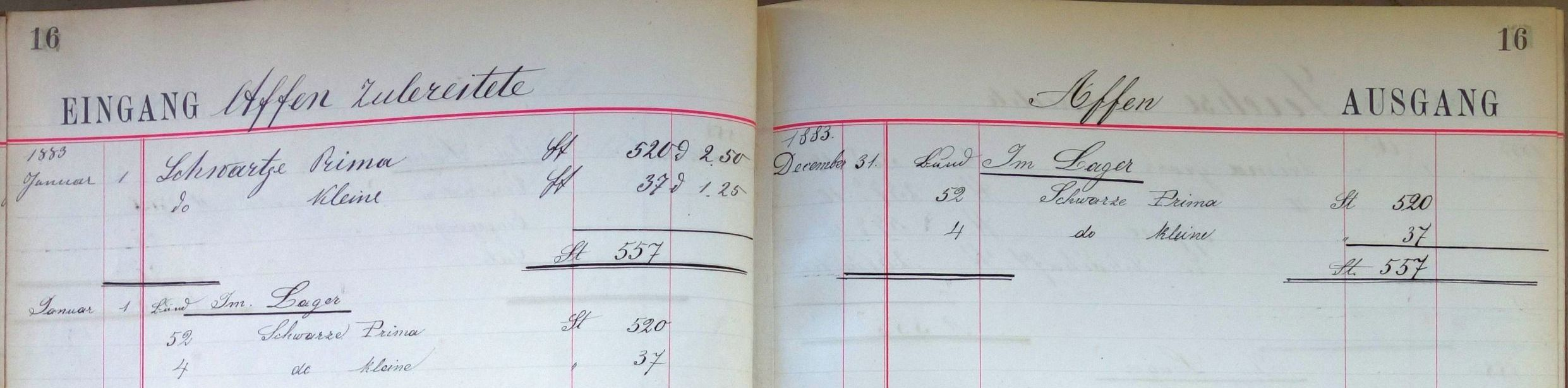

- 1891 kosteten Scheitelaffen im Großhandel 20 bis 35 Mark das Fell, sie wurden in Bündeln zu zehn Stück gehandelt. Geringere Sorten, die schwarz gefärbt werden mussten, erbrachten etwa 5 Mark. Dianaaffenfelle kosteten 3 bis 4 Mark.[21]
- 1893 bot die Leipziger Firma Mey & Edlich Muffe aus Affen an („Monkey“):

Gefärbt, mit Atlasfutter und Pelzquasten, vorrätig mittelgroße 4 Mark, große 4,50 Mark.
Naturell (Monkey), mit Atlasfutter und Pelzquasten. Sehr eleganter Muff, Qualität A, 13,50 Mark.
- 1925 schrieb Emil Brass: „Vor 30 Jahren kamen noch jährlich 100.000 Stück [Guerezafelle] zum Export, dann ließ es nach, und in den letzten 20 Jahren kamen nur wenig. Seit kurz vor dem Kriege nahmen die Zufuhren aber wieder zu; es kommen jetzt jährlich 20-40.000 Stück zum Export. Während der Hauptmodezeit wurde bis zu 20 Mk. das Stück bezahlt, dann fiel der Preis allmählich auf 5 sh, 1910 war der Preis 1/6-3 sh, in 1923 ging er auf 20/-30 sh und ist augenblicklich etwa 8/.“[4] Laut Fritz Schmidt waren es insgesamt über zwei Millionen Felle, die bis zum Jahr 1900 aus Afrika ausgeführt wurden.[1]

Der Preis für Felle des Weißbart-Stummelaffen betrug zu der Zeit etwa 10 englische Shilling das Stück. Für eine kleinere Guerezaart („colobus occidentalis“), in Kamerun und dem Niger- und Kongogebiet beheimatet,  zahlte man 1924 pro Fell 20 Mark. Husarenaffenfelle hatten noch keinen Marktwert, Brass schätzte sie auf 8 bis 10 Mark das Stück. Nur gelegentlich kamen auch Felle des Bartaffen in den Handel, da die Tiere in ihrer Heimat „eigentlich überhaupt nicht“ getötet wurden [trotzdem gehören sie inzwischen zu den gefährdeten Tierarten].
- Vor 1937 betrug der normale Preis für Abessinische Guerezas in günstigen Exportzeiten 1 bis 2 Taler das Stück.[9]

## Belege
1. 1 2 3 4 5 6 7 8 9  
Fritz Schmidt: Das Buch von den Pelztieren und Pelzen. Verlag F. C. Mayer, München 1970, S. 324–327.
2. ↑  
Paul Schöps, Kurt Häse: Die Feinheit der Behaarung – Die Feinheits-Klassen. In: Das Pelzgewerbe. Jahrgang VI / Neue Folge. Nr. 2. Hermelin-Verlag Dr. Paul Schöps, Leipzig / Berlin / Frankfurt am Main 1955, S. 39–40 (Anmerkung: fein (teils seidig); mittelfein (teils fein); gröber (mittelfein bis grob)).
3. 1 2 3  
Heinrich Dathe, Paul Schöps, unter Mitarbeit von 11 Fachwissenschaftlern: Pelztieratlas. VEB Gustav Fischer Verlag, Jena 1986, S. 85–88.
4. 1 2 3 4 5 6  
Emil Brass: Aus dem Reiche der Pelze. 2. verbesserte Auflage. Verlag der „Neuen Pelzwaren-Zeitung und Kürschner-Zeitung“, Berlin 1925, S. 459–462.
5. ↑  „N“: Eine seltene Schiffsladung. In: Der Rauchwarenmarkt Nr. 134, 18. Juni 1922, S. 6.
6. 1 2 3 4 5 6  
Christian Franke, Johanna Kroll: Jury Fränkel´s Rauchwaren-Handbuch 1988/89. 10. überarbeitete und ergänzte Neuauflage Auflage. Rifra-Verlag, Murrhardt 1988, S. 333 f.
7. ↑  
Simon Greger: Die Kürschnerkunst. In: Neuer Schauplatz der Künste und Handwerke. 4. Auflage. Band 130. Bernhard Friedrich Voigt, Weimar 1883, S. 43–45.
8. ↑  
Günter Tessmann: Die Bubi auf Fernando Poo. Folkwang-Verlag, Hagen/Darmstadt 1923.
9. 1 2 3  
Banco di Roma: Äthiopien und seine Fellproduktion. In: Der Rauchwarenmarkt. Leipzig 6. August 1937, S. 2.
10. 1 2  
Paul Larisch, Josef Schmid: Das Kürschner-Handwerk. III. Teil. Selbstverlag, Paris November 1902, S. 60.
11. ↑  
H. Werner: Die Kürschnerkunst. Verlag Bernh. Friedr. Voigt, Leipzig 1914, S. 66.
12. ↑  Philipp Manes: Die deutsche Pelzindustrie und ihre Verbände 1900–1940, Versuch einer Geschichte. Berlin 1941 Band 4. Durchschrift des Originalmanuskripts, S. 95 (→ Inhaltsverzeichnis).
13. 1 2 3 4  
Heinrich Hanicke: Handbuch für Kürschner. Verlag von Alexander Duncker, Leipzig 1895, S. 10–12, 90, Tafel 4.
14. 1 2  
Alexander Tuma jun.: Die Praxis des Kürschners. Julius Springer, Wien 1928, S. 235, 352–356.
15. ↑  
Hermann Deutsch: Die moderne Kürschnerei. Handbuch für den Kürschner, Färber, Bleicher, Zuschneider und Konfektionär. A. Hartleben`s Verlag, Wien/Leipzig 1930, S. 23–26.
16. ↑  M. B.: "Theodora Goes Wild" Amusing. In: The Spokesman-Review, Spokane, Washington, 30. Dezember 1936. Abgerufen am 22. März 2016.
17. ↑  
Heinrich Schirmer: Die Technik der Kürschnerei. Verlag Arthur Heber & Co., Leipzig 1928, S. 7–9.
18. ↑  Jonathan Faiers: Fur - A Sensitive History. Yale University Press, New Haven und London, 2020, S. 209 (englisch), ISBN 978-0-300-22720-8 .
19. ↑  
Paul Schöps; H. Brauckhoff, Stuttgart; K. Häse, Leipzig; Richard König, Frankfurt/Main; W. Straube-Daiber, Stuttgart: Die Haltbarkeitskoeffizienten der Pelzfelle. In: Das Pelzgewerbe. Jahrgang XV / Neue Folge. Nr. 2. Hermelin Verlag Dr. Paul Schöps, Berlin/Frankfurt/Main/Leipzig/Wien 1964, S. 56–58.
20. ↑  
Paul Schöps u. a.: Der Materialbedarf für Pelzbekleidung. In: Das Pelzgewerbe. Jahrgang XVI / Neue Folge. Nr. 1. Hermelin-Verlag Dr. Paul Schöps, Berlin u. a. 1965, S. 7–12.
21. ↑  
Paul Cubaeus: Das Ganze der Kürschnerei. Gründliches Lehrbuch alles Wissenswerthen über Waarenkunde, Zurichterei, Färberei und Verarbeitung der Pelzfelle. 1. Auflage. Verlag A. Hartleben’s, Wien/Pest/Leipzig 1891, S. 18–20.
22. ↑  Anzeige der Firma Mey & Edlich, Abteilung Pelzwaren, Leipzig-Plagwitz, 1893.